# 지단빙
지단빙은 오믈렛 혹은 다진 파가 들어간 중국식 계란떡이라고 설명할 수 있다.
중국 황허지역의 전통적인 가정음식 중 하나이다. 조리가 하기가 쉽다. 마음대로 색을 입혀도 맛있다. 가정의 따라 각각 다른 그윽한 특성을 나타낸다. 중국의 일부 식당과 분식점에서는 지단빙을 직접적인 섭취가 가능하도록 판매하고 포장해서 먹을수있도록 지단빙은 물론 기름도 포장할 수 있다. 다진 파를 올리고 매운 조미료를 더한다음, 그리고 계란을 입히고, 소금, 다진 파, 물을 발라 입히고 지져준다.